# Кубок Кремля
Кубок Кремля — тенісний турнір, що проходив щорічно восени в Москві. Чоловічий турнір входив до категорії «ATP International Series» ATP-туру. Жіночій турнір мав статус прем'єрного. Проводились першості в одиночному і парному розрядах.
Через російське вторгнення в Україну 2022 року Асоціація тенісистів-професіоналів (ATP) і Жіноча тенісна асоціація (WTA) призупинили турніри Кубка Кремля.

## Чоловіки

### Одиночний розряд
| Рік  | Чемпіони              | Фіналісти             | Рахунок                 |
| ---- | --------------------- | --------------------- | ----------------------- |
| 1990 | Андрій Черкасов       | Тім Майотт            | 6–2, 6–1                |
| 1991 | Андрій Черкасов (2)   | Якоб Гласек           | 7–6(7–2), 3–6, 7–6(7–5) |
| 1992 | Марк Россе            | Карл-Уве Штеб         | 6–2, 6–2                |
| 1993 | Марк Россе (2)        | Патрік Кюнен          | 6–4, 6–3                |
| 1994 | Олександр Волков      | Чак Адамс             | 6–2, 6–4                |
| 1995 | Карл-Уве Штеб         | Даніель Вацек         | 7–6(7–5), 3–6, 7–6(8–6) |
| 1996 | Горан Іванишевич      | Євген Кафельников     | 3–6, 6–1, 6–3           |
| 1997 | Євген Кафельников     | Петр Корда            | 7–6(7–2), 6–4           |
| 1998 | Євген Кафельников (2) | Горан Іванишевич      | 7–6(7–2), 7–6(7–5)      |
| 1999 | Євген Кафельников (3) | Байрон Блек           | 7–6(7–2), 6–4           |
| 2000 | Євген Кафельников (4) | Давід Пріносіл        | 6–2, 7–5                |
| 2001 | Євген Кафельников (5) | Ніколас Кіфер         | 6–4, 7–5                |
| 2002 | Поль-Анрі Матьє       | Шенг Схалкен          | 4–6, 6–2, 6–0           |
| 2003 | Тейлор Дент           | Саргіс Саргсян        | 7–6(7–5), 6–4           |
| 2004 | Микола Давиденко      | Грег Руседскі         | 3–6, 6–3, 7–5           |
| 2005 | Ігор Андрєєв          | Ніколас Кіфер         | 5–7, 7–6(7–3), 6–2      |
| 2006 | Микола Давиденко      | Марат Сафін           | 6–4, 5–7, 6–4           |
| 2007 | Микола Давиденко (2)  | Поль-Анрі Матьє       | 7–5, 7–6(11–9)          |
| 2008 | Ігор Куніцин          | Марат Сафін           | 7–6(8–6), 6–7(4–7), 6–3 |
| 2009 | Михайло Южний         | Янко Типсаревич       | 6–7(5–7), 6–0, 6–4      |
| 2010 | Віктор Троїцький      | Маркос Багдатіс       | 3–6, 6–4, 6–3           |
| 2011 | Янко Типсаревич       | Віктор Троїцький      | 6–4, 6–2                |
| 2012 | Андреас Сеппі         | Томас Беллуччі        | 3–6, 7–6(7–3), 6–3      |
| 2013 | Рішар Гаске           | Михайло Кукушкін      | 4–6, 6–4, 6–4           |
| 2014 | Марин Чилич           | Роберто Баутіста Аґут | 6–4, 6–4                |
| 2015 | Марин Чилич (2)       | Роберто Баутіста Аґут | 6–4, 6–4                |
| 2016 | Пабло Карреньо Буста  | Фабіо Фоніні          | 4–6, 6–3, 6–2           |
| 2017 | Дамір Джумгур         | Річардас Беранкіс     | 6–2, 1–6, 6–4           |
| 2018 | Карен Хачанов         | Адріан Маннаріно      | 6–2, 6–2                |
| 2019 | Андрій Рубльов        | Адріан Маннаріно      | 6–4, 6–0                |

### Парний розряд
| Рік  | Чемпіони                            | Фіналісти                                    | Рахунок               |
| ---- | ----------------------------------- | -------------------------------------------- | --------------------- |
| 1990 | Гендрік Ян Давідс Паул Гаргейс      | Джон Фіцджеральд Андерс Яррід                | 6–4, 7–6              |
| 1991 | Ерік Єлен Карл-Уве Штеб             | Андрій Черкасов Олександр Волков             | 6–4, 7–6              |
| 1992 | Маріус Барнард Джон-Лаффньє де Ягер | Девід Адамс Ольховський Андрій Станіславович | 6–4, 3–6, 7–6         |
| 1993 | Якко Елтінг Паул Гаргейс (2)        | Ян Апелль Йонас Бйоркман                     | 6–1, знялася          |
| 1994 | Якко Елтінг (2) Паул Гаргейс (3)    | Девід Адамс Ольховський Андрій Станіславович | без гри               |
| 1995 | Байрон Блек Джаред Палмер           | Томмі Го Бретт Стівен                        | 6–4, 3–6, 6–3         |
| 1996 | Рік Ліч Андрій Ольховський          | Їржі Новак Давід Рікл                        | 4–6, 6–1, 6–2         |
| 1997 | Мартін Дамм Цирил Сук               | Девід Адамс Фабріс Санторо                   | 6–4, 6–3              |
| 1998 | Джаред Палмер (2) Джефф Таранго     | Євген Кафельников Даніель Вацек              | 6–4, 6–7, 6–2         |
| 1999 | Джастін Гімелстоб Даніель Вацек     | Андрій Медведєв Марат Сафін                  | 6–2, 6–1              |
| 2000 | Йонас Бйоркман Давід Пріносіл       | Їржі Новак Давід Рікл                        | 6–2, 6–3              |
| 2001 | Максим Мирний Сендон Столл          | Магеш Бгупаті Джефф Таранго                  | 6–3, 6–0              |
| 2002 | Роджер Федерер Максим Мирний (2)    | Джошуа Ігл Сендон Столл                      | 6–4, 7–6(7–0)         |
| 2003 | Магеш Бгупаті Максим Мирний (3)     | Вейн Блек Кевін Ульєтт                       | 6–3, 7–5              |
| 2004 | Ігор Андрєєв Микола Давиденко       | Магеш Бгупаті Йонас Бйоркман                 | 3–6, 6–3, 6–4         |
| 2005 | Максим Мирний (4) Михайло Южний     | Ігор Андрєєв Микола Давиденко                | 6–1, 6–1              |
| 2006 | Фабріс Санторо Ненад Зімоньїч       | Франтішек Чермак Ярослав Левинський          | 6–1, 7–5              |
| 2007 | Марат Сафін Дмитро Турсунов         | Томаш Цибулець Ловро Зовко                   | 6–4, 6–2              |
| 2008 | Сергій Стаховський Потіто Стараче   | Стівен Гасс Росс Гатчінс                     | 7–6(7–4), 2–6, [10–6] |
| 2009 | Пабло Куевас Марсель Гранольєрс     | Франтішек Чермак Міхал Мертиняк              | 4–6, 7–5, [10–8]      |
| 2010 | Ігор Куніцин Дмитро Турсунов (2)    | Янко Типсаревич Віктор Троїцький             | 7–6(10–8), 6–3        |
| 2011 | Франтішек Чермак Філіп Полашек      | Карлос Берлок Давід Марреро                  | 6–3, 6–1              |
| 2012 | Франтішек Чермак (2) Міхал Мертиняк | Сімоне Болеллі Даніеле Браччалі              | 7–5, 6–3              |
| 2013 | Михайло Єлгін Денис Істомін         | Кен Скупскі Ніл Скупскі                      | 6–2, 1–6, [14–12]     |
| 2014 | Франтішек Чермак (3) Їржі Веселий   | Сем Грот Кріс Гуччоне                        | 7–6(7–2), 7–5         |
| 2015 | Андрій Рубльов Дмитро Турсунов (3)  | Раду Албот Франтішек Чермак                  | 2–6, 6–1, [10–6]      |
| 2016 | Хуан Себастьян Кабаль Роберт Фара   | Юліан Ноул Юрген Мельцер                     | 7–5, 4–6, [10–5]      |
| 2017 | Макс Мирний (5) Філіпп Освальд      | Дамір Джумгур Антогіо Шанчич                 | 6–3, 7–5              |
| 2018 | Остін Крайчек Ражів Рам             | Макс Мирний Філіпп Освальд                   | 7–6(7–4), 6–4         |
| 2019 | Марсело Демолінер Матве Мідделькоп  | Сімоне Болеллі Андрес Мольтені               | 6–1, 6–2              |

## Жінки

### Жінки. Одиночний розряд
| Рік  | Чемпіонка              | Фіналістка             | Рахунок            |
| 2019 | Белінда Бенчич         | Анастасія Павлюченкова | 3–6, 6–1, 6–1      |
| 2018 | Дарія Касаткіна        | Онс Жабер              | 2–6, 7–6(7–3), 6–4 |
| 2017 | Юлія Гергес            | Дарія Касаткіна        | 6–1, 6–2           |
| 2016 | Світлана Кузнецова (2) | Дарія Гаврилова        | 6–2, 6–1           |
| 2015 | Світлана Кузнецова     | Анастасія Павлюченкова | 6–2, 6–1           |
| 2014 | Анастасія Павлюченкова | Ірина-Камелія Бегу     | 6–4, 5–7, 6–1      |
| 2013 | Симона Халеп           | Саманта Стосур         | 7–6(7–1), 6–2      |
| 2012 | Каролін Возняцкі       | Саманта Стосур         | 6–2, 4–6, 7–5      |
| 2011 | Домініка Цибулькова    | Кая Канепі             | 3-6, 7-6(1), 7-5   |
| 2010 | Вікторія Азаренко      | Марія Кириленко        | 6-3, 6-4           |
| 2009 | Франческа Ск'явоне     | Ольга Говорцова        | 6-3, 6-0           |
| 2008 | Єлена Янкович          | Віра Звонарьова        | 6-2, 6-4           |
| 2007 | Дементьєва Олена       | Серена Вільямс         | 5-7 6-1 6-1        |
| 2006 | Чекветадзе Анна        | Надія Петрова          | 6-4 6-4            |
| 2005 | Марі П'єрс             | Франческа Ск'явоне     | 6-4 6-3            |
| 2004 | Мискіна Анастасія      | Дементьєва Олена       | 7-5 6-0            |
| 2003 | Мискіна Анастасія      | Амелі Моресмо          | 6-2 6-4            |
| 2002 | Магдалена Малеєва      | Ліндсі Девенпорт       | 5-7 6-3 7-6(4)     |
| 2001 | Єлена Докич            | Дементьєва Олена       | 6-3 6-3            |
| 2000 | Мартіна Хінгіс         | Курнікова Анна         | 6-3 6-1            |
| 1999 | Тозья Наталі           | Шетт Барбара           | 2-6 6-4 6-1        |
| 1998 | Марі П'єрс             | Селеш Моніка           | 7-6(2) 6-3         |
| 1997 | Яна Новотна            | Суґіяма Ай             | 6-3 6-4            |
| 1996 | Кончіта Мартінес       | Паулюс Барбара         | 6-1 4-6 6-4        |
| 1995 | Магдалена Малеєва      | Цечіні Сандра          | 7-5 6-1            |
| 1994 | Магдалена Малєєва      | Олена Макарова         | 6-4 6-2            |
| 1990 | Месхі Лейла            | Брюховець Олена        | 6-4 6-4            |
| 1989 | Магерс Гретхен         | Наташа Звєрєва         | 6-3 6-4            |

### Жінки. Парний розряд
| Рік  | Чемпіонки                              | Фіналістки                             | Рахунок               |
| 2019 | Аояма Сюко Ена Сібахара                | Кірстен Фліпкенс Бетані Маттек-Сендс   | 6–2, 6–1              |
| 2018 | Олександра Панова Лаура Зігемунд       | Дарія Юрак Ралука Олару                | 6–2, 7–6(7–2)         |
| 2017 | Тімеа Бабош Андреа Главачкова (2)      | Ніколь Меліхар Анна Сміт               | 6–2, 3–6, [10–3]      |
| 2016 | Андреа Главачкова Луціє Градецька      | Дарія Гаврилова Дарія Касаткіна        | 4–6, 6–0, [10–7]      |
| 2015 | Дарія Касаткіна Олена Весніна (2)      | Ірина-Камелія Бегу Моніка Нікулеску    | 6–3, 6–7(7–9), [10–5] |
| 2014 | Мартіна Хінгіс (2) Флавія Пеннетта (2) | Каролін Гарсія Арантча Парра Сантонха  | 6–3, 7–5              |
| 2013 | Світлана Кузнецова Саманта Стосур (2)  | Алла Кудрявцева Анастасія Родіонова    | 6–1, 1–6, [10–8]      |
| 2012 | Катерина Макарова Олена Весніна        | Марія Кириленко Надія Петрова          | 6–3, 1–6, [10–8]      |
| 2011 | Ваня Кінґ Ярослава Шведова             | Анастасія Родіонова Галина Воскобоєва  | 7-6(3), 6-3           |
| 2010 | Хісела Дулко Флавія Пеннетта           | Сара Еррані Марія Хосе Мартінес Санчес | 6-3, 2-6, [10-6]      |
| 2009 | Марія Кириленко Надія Петрова          | Марія Кондратьєва Клара Закопалова     | 6-2, 6-2              |
| 2008 | Надія Петрова (2) Катарина Среботнік   | Кара Блек Лізель Губер                 | 6–4, 6–4              |
| 2007 | Кара Блек Хубер Лізель                 | Вікторія Азаренко Пушек Тетяна         | 4-6 6-1 10-7          |
| 2006 | Квета Пешке Франческа Ск'явоне         | Бенешова Івета Воскобоєва Галина       | 6-4 6-7(4) 6-1        |
| 2005 | Саманта Стосур Реймонд Ліза            | Кара Блек Ренне Стаббс                 | 3-6 6-1 6-3           |
| 2004 | Віра Звонарьова Анастасія Мискіна      | Вірхінія Руано Паскуаль Паола Суарес   | 6-3 4-6 6-2           |
| 2003 | Меган Шонессі Надія Петрова            | Віра Звонарьова Мискіна Анастасія      | 6-3 6-4               |
| 2002 | Гусарова Жаннет Олена Дементьєва       | Єлена Докич Надія Петрова              | 2-6 6-3 7-6(7)        |
| 2001 | Мартіна Хінгіс Курнікова Анна          | Красноруцька Ліна Олена Дементьєва     | 7-6(1) 6-3            |
| 2000 | Алар-Декюжі Жулі Суґіяма Ай            | Мартіна Хінгіс Курнікова Анна          | 4-6 6-4 7-6(5)        |
| 1999 | Ренне Стаббс Реймонд Ліза              | Алар-Декужі Жулі Хубер Анке            | 6-1 6-0               |
| 1998 | Марі П'єрс Наташа Звєрєва              | Реймонд Ліза Ренне Стаббс              | 6-3 6-4               |
| 1997 | Санчес Аранча Наташа Звєрєва           | Віс Кароліна Басукі Ярік               | 5-3 krecz             |
| 1996 | Медведєва Наталія Нейланд Лариса       | Фаріна Єйла Сільвія Шетт Барбара       | 7-6(5) 4-6 6-1        |
| 1995 | МакГрат Мередіт Нейланд Лариса         | Ольша Александра Курнікова Анна        | 6-1 6-0               |
| 1994 | Макарова Олена Маніокова Євгенія       | Віс Каролін Голарса Лаура              | 7-6(3) 6-4            |
| 1990 | Магерс Гретхен Вайт Робін              | Маніокова Євгенія Брюховець Олена      | 6-2 6-4               |
| 1989 | Нейланд Лариса Наташа Звєрєва          | Суре Катерін Херман Наталі             | 6-3 6-4               |